# Austrálské jazyky
Austrálské jazyky jsou skupinou jazyků domorodých obyvatel Austrálie a některých malých přilehlých ostrovů. Jde o skupinu, která pravděpodobně nemá společný původ a netvoří tak jednotnou rodinu.
Z původního počtu 250–600 jazyků, zaznamenaných na konci 18. století, dnes zbývá kolem 150. Jedná se vesměs o jazyky s malým počtem mluvčích, pouze 20 z nich není akutně ohroženo vymřením. Dělí se většinou na 16 jazykových rodin, z nichž největší je rodina pama-nyungan. Hovoří jimi přibližně 43 000 mluvčích, což je kolem 14 % všech Austrálců.

## Nejrozšířenější jazyky
- kala lagaw ya – 4000 mluvčích, Torres Strait Island, izolovaný jazyk
- warlpiri – 3000 mluvčích, jihozápadní vnitrozemí Severního teritoria, rodina pama-nyungan
- pitjantjatjara – 2500 mluvčích, severozápadní Západní Austrálie, rodina pama-nyungan
- východní arrarnta – 2 100 ml., jižní vnitrozemí Severního teritoria, rodina pama-nyungan
- tiwi – 1500 ml., Melvillův ostrov (Severní teritorium), izolovaný jazyk
- gunwinggu – 1500 ml., jih Severního teritoria, gunwinggské jazyky
- alyawarr – 1500 ml., východní vnitrozemí Severního teritoria, rodina pama-nyungan
- ngaanyatjarra – 1200 ml., východ Západní Austrálie, rodina pama-nyungan
- walmajarri – 1000 ml., Západní Austrálie (jižně od Kimberley), rodina pama-nyungan
- západní arrarnta – 1000 ml., jižní vnitrozemí Severního teritoria, rodina pama-nyungan
- anindilyakwa – 1000 ml., severovýchod Severního teritoria, gunwinggské jazyky (?)

## Dělení
Vzájemná příbuznost jednotlivých rodin je sporná a je pravděpodobné, že jsou výsledkem několika vzájemně promíšených migračních vln. Mezi austrálské jazyky tradičně nebývají řazeny dnes již vymřelé jazyky původních Tasmánců, které tvoří samostatnou skupinu tasmánských jazyků.